# Strandloppa
Strandloppa eller kusthoppare (Orchestia gammarellus) är ett litet kräftdjur i ordningen märlkräftor som förekommer på havsstränder. 
Djuret blir cirka 17 millimeter stort och har en grå till rödbrunaktig färg, mörka ögon, välvd rygg och en kraftig hoppstjärt. Det har vidare två par antenner, av vilka det första paret är kort och det andra paret är långt. Ett kännetecken för hanen är att hans andra benpar bär en stor saxliknande klo.
Individerna har simförmåga men är nattaktiva och gömmer sig under dagen, ofta under uppspolade tångruskor och stenar som finns på stranden.